# Сишельгаита

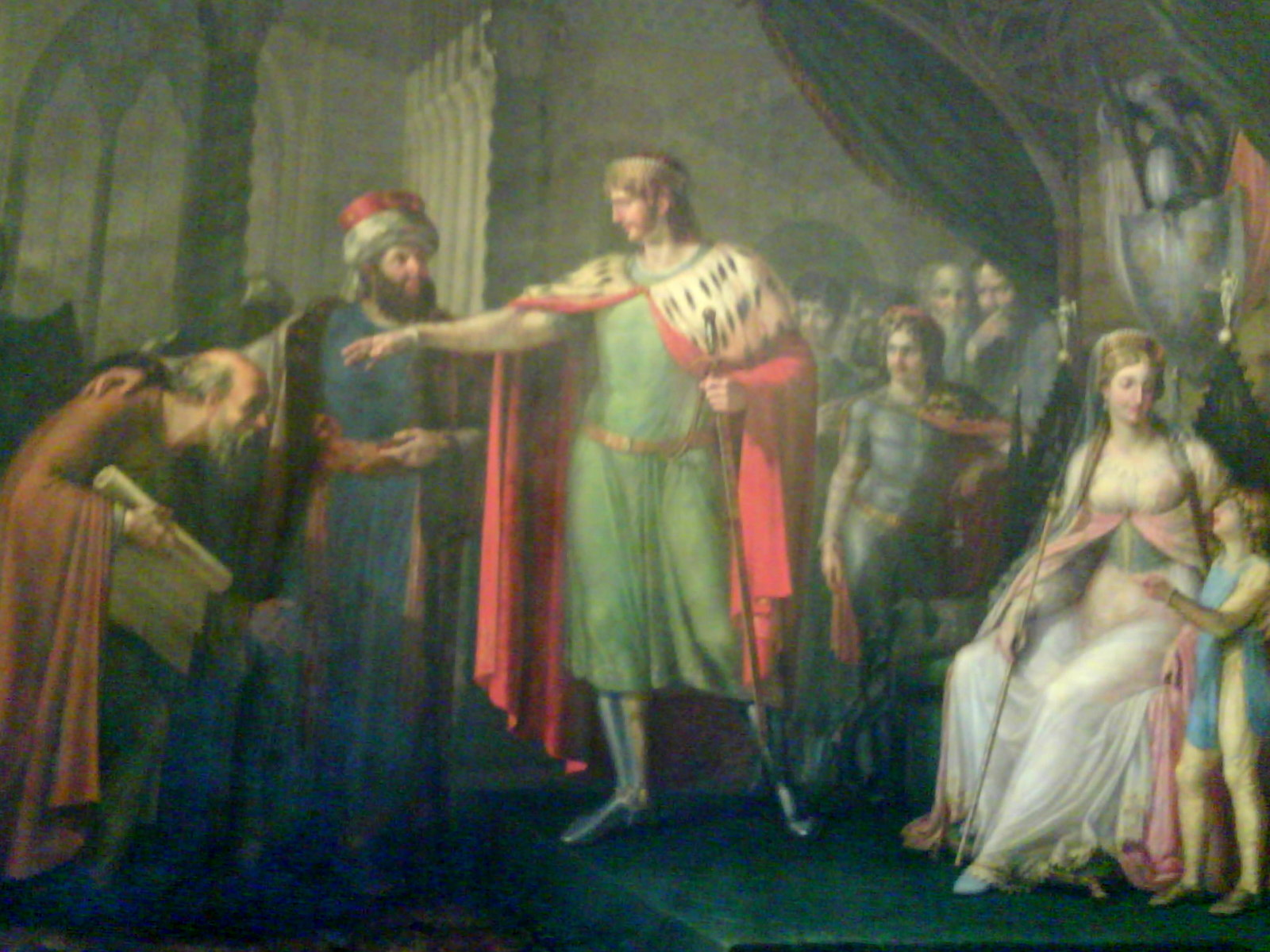
Роберт Гвискар и его семья встречают Константина Африканского

Сишельгаита (Sikelgaita; 1040, Ломбардия — 16 апреля 1090, Четраро, Козенца, Апулия и Калабрия) — старшая дочь князя Салерно Гвемара IV, последнего значительного политического деятеля из числа лангобардских князей в Южной Италии, сестра правящего князя Салерно Гизульфа II. Вторая супруга апулийского графа (позднее герцога) Роберта Отвиля по прозвищу Гвискар (1016—1085). Её сестра Гайтельгрима была замужем за сводным братом Роберта Дрого. Отличалась мужественностью и буйным нравом, участвовала в войнах, самостоятельно командуя войсками. Родила супругу 8 детей.

## Биография
В 1058 году вышла замуж за апулийского графа Роберта Гвискара, став его второй женой. Первый брак Гвискара был аннулирован по причине близкого кровного родства супругов. Британский историк Джон Норвич предполагает, что Гвискар просто использовал родство как повод для развода с первой женой, так как брак с Сишельгаитой должен был принести значительные политические выгоды. Новый брак должен был поднять авторитет Роберта среди лангобардских подданных и укрепить его союз с лангобардскими князьями.
Когда отношения Гвискара и Гизульфа II испортились, Сишельгаита попыталась стать посредником между своим братом и мужем, но её просьбы остались без внимания и она приняла судьбу своего брата в войне с Гвискаром (1078).
Сишельгаита отличалась воинственностью и сопровождала мужа во всех походах. Как женщина среднего возраста с большой семьей, маловероятно, что она непосредственно принимала участие в сражениях, хотя, очевидно, принимала участие в командовании воинами.
Сишельгаита часто сопровождала Роберта в его завоеваниях, нередко командуя воинами. Так, в 1080 году она руководила осадой Трани, в то время как Роберт двинулся против Таранто. Хотя сначала она пыталась убедить мужа не нападать на Византийскую империю, она тем не менее привела войска и сопровождала его в его кампании против неё. В битве при Диррахиуме в 1081 году она была на поле боя в полном вооружении и в критический момент остановила бегство норманнских воинов, что позволило Гвискару переломить ход сражения и одержать победу. По словам византийского историка Анны Комнин, Сишельгаита была «как вторая Паллада», и в «Алексиаде» Анна приписывает ей цитату из «Илиады».
В этот момент, как рассказывают, бегущих увидела Гаита, жена Роберта, сопутствовавшая ему в военном походе, — вторая Паллада, хотя и не Афина. Она сурово взглянула на них и оглушительным голосом, на своем языке произнесла что-то вроде гомеровских слов: «Будьте мужами, друзья, и возвысьтесь доблестным духом». Видя, что они продолжают бежать, Гаита с длинным копьем в руке во весь опор устремилась на беглецов. Увидев это, они пришли в себя и вернулись в бой.
В 1083 году Сишельгаита вернулась вместе с Робертом в Италию, чтобы защитить папу Григория VII от императора Генриха IV. Она сопровождала супруга во время его второй кампании против византийцев, в ходе которого Роберт скончался на Кефалонии в 1085 году. В начале 1086 года Сишельгаита, находясь в Салерно, подарила город Четраро аббату бенедиктинского монастыря Монтекассино Дезидерио IV Эпифанио, чтобы отблагодарить его за помощь в примирении норманнов с папой Львом IX. Сишельгаита также пожертвовала большое количество серебра в то время, когда была больна.
Предположительно, Сишельгаита пыталась отравить Боэмунда, будущего князя антиохийского, сына Роберта Гвискара от его первой жены, хотя в итоге они пришли к соглашению, по которому её сын Рожер Борса унаследовал Апулийское герцогство после смерти отца. Со своим сыном она поставила евреев Бари под управление архиепископа этого города.
После смерти Сишельгаита была по собственной просьбе похоронена в Монтекассино, о котором она и её муж заботились на протяжении всей своей семейной жизни.

## Дети
Сишельгаита родила супругу 8 детей:
- Матильда (1058/1059—1111/1112) — в первом браке замужем за Рамоном Беренгером II, графом Барселоны (умер в 1082 году); во втором — за Эймери I, виконтом Нарбоннским. Впоследствии Педро III Арагонский будет ссылаться на своё происхождение от Матильды как законное основание для своих претензий на корону Сицилии
- Рожер I Борса, герцог Апулии (1060/61—1111)
- Мабилла — замужем за Вильгельмом Гранмеснилем (умер до 1114 года), сыном Гуго де Гранмесниля
- Эрия — замужем за Гуго V, графом Мэнским
- Роберт Скалио (1068—апрель 1110 года)
- Ги (1061—8 июля 1108 года), герцог Амальфи
- Сибилла — замужем за графом де Руси Эблем II (умер в 1103)
- Олимпия (или Елена) — невеста Константина Дуки, сына императора Михаила VII.